# Lucas Bernardi
Pour les articles homonymes, voir Bernardi.
Lucas Ademar Bernardi, né le 27 septembre 1977 à Rosario (Argentine), est un footballeur international argentin reconverti comme entraîneur.

## Biographie

### Débuts en Argentine
Formé en Argentine, Bernardi joue deux ans pour les Newell's Old Boys. À 23 ans, il quitte son pays natal pour la France.

### Neuf saisons en France (2000-2009)
Il débarque à l'Olympique de Marseille, où il doit renforcer l'entre-jeu marseillais. Il réalise de bonnes prestations, mais est contraint de quitter l'OM quelques mois après son arrivée en France pour renflouer les caisses du club.
Mais il ne quitte pas pour autant la Ligue 1. Il rejoint l'AS Monaco, pour faire la paire avec le Grec Andréas Zíkos. Ces deux milieux défensifs forment une des doublettes les plus efficaces de L1.
Lors de la saison 2003-2004, Bernardi fait partie de l'épopée de Monaco en Ligue des champions qui les conduit en finale. En 2005, il dispute la Coupe des confédérations avec l'équipe d'Argentine, où son équipe est battue en finale par le Brésil.
S'il est l'une des pièces maitresses du système monégasque à cette époque, il n'est cependant pas sélectionné pour la Coupe du monde en Allemagne. 
Handicapé par les blessures, il joue de moins en moins. Il est libéré de son contrat en janvier 2009 après sept ans et demi passé au club.

### Boucle bouclée et reconversion (depuis 2009)
Bernardi s'engage officiellement avec les Newell's Old Boys, son ancien club où, en deux matchs il retrouve une place de titulaire. En Février 2009, il hisse son club ainsi que ses coéquipiers à la 1re place du classement du championnat d'Argentine. En 2013, ils obtiennent le titre du tournoi de clôture du championnat d'Argentine.
En juin 2015, il est nommé entraineur des Newell's Old Boys. Il est démis de ses fonctions en février 2016. Il revient au club en juin 2021 en étant nommé directeur du football.

## Statistiques
| Saison                | Club                   | Championnat           | Championnat | Championnat | Coupe(s) nationale(s) | Coupe(s) nationale(s) | Compétition(s) continentale(s) | Compétition(s) continentale(s) | Compétition(s) continentale(s) | Argentine | Argentine | Total | Total |
| Saison                | Club                   | Division              | M.          | B.          | M.                    | B.                    | Comp.                          | M.                             | B.                             | M.        | B.        | M.    | B.    |
| 1998-1999             | Newell's Old Boys      | D1                    | 23          | 0           | -                     | -                     | -                              | -                              | -                              | -         | -         | 23    | 0     |
| 1999-2000             | Newell's Old Boys      | D1                    | 34          | 2           | -                     | -                     | -                              | -                              | -                              | -         | -         | 34    | 2     |
| 2000-2001             | Newell's Old Boys      | D1                    | 18          | 1           | -                     | -                     | -                              | -                              | -                              | -         | -         | 18    | 1     |
| Sous-total            | Sous-total             | Sous-total            | 75          | 3           | 0                     | 0                     | -                              | 0                              | 0                              | 0         | 0         | 75    | 3     |
| 2001                  | Olympique de Marseille | Ligue 1               | 8           | 0           | 1                     | 0                     | -                              | -                              | -                              | -         | -         | 9     | 0     |
| 2001-2002             | AS Monaco FC           | Ligue 1               | 23          | 0           | 2                     | 0                     | -                              | -                              | -                              | -         | -         | 25    | 0     |
| 2002-2003             | AS Monaco FC           | Ligue 1               | 31          | 0           | 5                     | 0                     | -                              | -                              | -                              | -         | -         | 36    | 0     |
| 2003-2004             | AS Monaco FC           | Ligue 1               | 33          | 2           | 2                     | 0                     | C1                             | 12                             | 0                              | -         | -         | 47    | 2     |
| 2004-2005             | AS Monaco FC           | Ligue 1               | 24          | 1           | 4                     | 0                     | C1                             | 7                              | 1                              | 5         | 0         | 40    | 2     |
| 2005-2006             | AS Monaco FC           | Ligue 1               | 32          | 0           | 4                     | 0                     | C1+C3                          | 2+8                            | 0+0                            | 1         | 0         | 47    | 0     |
| 2006-2007             | AS Monaco FC           | Ligue 1               | 16          | 0           | 2                     | 0                     | -                              | -                              | -                              | -         | -         | 18    | 0     |
| 2007-2008             | AS Monaco FC           | Ligue 1               | 19          | 0           | 2                     | 0                     | -                              | -                              | -                              | -         | -         | 21    | 0     |
| 2008                  | AS Monaco FC           | Ligue 1               | -           | -           | -                     | -                     | -                              | -                              | -                              | -         | -         | 0     | 0     |
| Sous-total            | Sous-total             | Sous-total            | 178         | 3           | 21                    | 0                     | -                              | 29                             | 1                              | 6         | 0         | 234   | 4     |
| 2008-2009             | Newell's Old Boys      | D1                    | 18          | 0           | -                     | -                     | -                              | -                              | -                              | -         | -         | 18    | 0     |
| 2009-2010             | Newell's Old Boys      | D1                    | 35          | 2           | -                     | -                     | CL                             | 2                              | 0                              | -         | -         | 37    | 2     |
| 2010-2011             | Newell's Old Boys      | D1                    | 24          | 0           | -                     | -                     | CS                             | 6                              | 0                              | -         | -         | 30    | 0     |
| 2011-2012             | Newell's Old Boys      | D1                    | 37          | 0           | 1                     | 0                     | -                              | -                              | -                              | -         | -         | 38    | 0     |
| 2012-2013             | Newell's Old Boys      | D1                    | 30          | 0           | 1                     | 0                     | CL                             | 8                              | 0                              | -         | -         | 39    | 0     |
| 2013-2014             | Newell's Old Boys      | D1                    | 35          | 0           | 1                     | 0                     | CL                             | 6                              | 1                              | -         | -         | 42    | 1     |
| 2014-2015             | Newell's Old Boys      | D1                    | 19          | 0           | -                     | -                     | -                              | -                              | -                              | -         | -         | 19    | 0     |
| Sous-total            | Sous-total             | Sous-total            | 198         | 2           | 3                     | 0                     | -                              | 32                             | 1                              | 0         | 0         | 233   | 3     |
| Total sur la carrière | Total sur la carrière  | Total sur la carrière | 459         | 8           | 25                    | 0                     | -                              | 51                             | 2                              | 6         | 0         | 541   | 10    |

## Palmarès

### En club

#### AS Monaco
- Vainqueur de la Coupe de la Ligue en 2003
- Finaliste de la Ligue des champions en 2004

#### Newell's Old Boys
- Champion d'Argentine en 2013 (Tournoi Final)

### En sélection
- Finaliste de la Coupe des Confédérations en 2005.

## Distinctions personnelles
- Nommé dans l'équipe type de la Ligue 1 en 2004 aux Trophées UNFP.